# Stock Exchange Daily Official List
Die Stock Exchange Daily Official List (SEDOL) ist ähnlich der deutschen Wertpapierkennnummer (WKN) eine nationale Identifikationsnummer (National Securities Identifying Number) aus dem Vereinigten Königreich und Irland.
Die offizielle Vergabestelle für diese alphanumerischen Nummern ist die London Stock Exchange.